# إيلي ويلسون
إيلي ويلسون (بالإنجليزية: Ellie Wilson) هي لاعبة كرة قدم بريطانية، ولدت في 11 مايو 1997 في ونزر في المملكة المتحدة.

## وصلات خارجية
- إيلي ويلسون على موقع الاتحاد الأوربي (الإنجليزية)
- إيلي ويلسون على موقع قاعدة بيانات كرة القدم.إي يو (الإنجليزية)